# Phora horrida
Phora horrida är en tvåvingeart som beskrevs av Schmitz 1920. Phora horrida ingår i släktet Phora och familjen puckelflugor. Inga underarter finns listade i Catalogue of Life.